# Dieter Härtwig
Dieter Härtwig (* 18. Juli 1934 in Dresden; † 30. Dezember 2022 in Freital) war ein deutscher Dramaturg, Musikwissenschaftler und Autor zahlreicher Schriften zur Dresdner Musikgeschichte und deren Persönlichkeiten.

## Werdegang
Nach dem Abitur an der Kreuzschule studierte Härtwig Musikwissenschaft und Germanistik an der Universität Leipzig. Er wurde 1963 mit einer Dissertation über  Rudolf Wagner-Régeny  zum Dr. phil. promoviert.
Er wirkte als Dramaturg am Mecklenburgischen Staatstheater in Schwerin und an den Landesbühnen Sachsen in Radebeul. Von 1965 bis 1997 war er Chefdramaturg der Dresdner Philharmonie, zudem langjähriger stellvertretender Künstlerischer Leiter.
Der Honorarprofessor am Institut für Musikwissenschaft der Musikhochschule Dresden verfasste zahlreiche Schriften und Beiträge beispielsweise zur Dresdner Philharmonie und zum Dresdner Kreuzchor; zudem stammten zahlreiche Künstlerbiografien aus seiner Feder. Darüber hinaus engagierte er sich bei den Dresdner Musikfestspielen, dem Sächsischen Musikrat und war im Kuratorium der Sächsischen Landesbibliothek – Staats- und Universitätsbibliothek Dresden.

## Schriften (Auswahl)
- Die Dresdner Philharmonie. Altis, Leipzig 1992, ISBN 3-910195-04-0.
- als Herausgeber: 125 Jahre Dresdner Philharmonie 1870–1995. DZA Verlag, Altenburg 1995, ISBN 9783980422659.
- zusammen mit Matthias Herrmann: Der Dresdner Kreuzchor – Geschichte und Gegenwart, Wirkungsstätten und Schule. Evangelische Verlagsanstalt, Leipzig 2006, ISBN 3-374-02402-5.